# Basílica de Nuestra Señora de los Dolores (Chicago)
La Basílica de Nuestra Señora de los Dolores  (en inglés: Our Lady of Sorrows Basilica) es una basílica católica en el lado oeste de Chicago, Illinois en Estados Unidos. Ubicada en el 3121 West Jackson Boulevard, junto con las Basílicas de St. Hyacinth y Queen of All Saints, es una de las tres únicas iglesias en Illinois designadas por el papa con el título de basílica.
Fundada en 1874, ha sido administrada por los padres servitas durante toda su historia. La tierra fue preparada para el edificio actual el 17 de junio de 1890 y la iglesia fue dedicada el 5 de enero de 1902.  La parroquia sirvió a una congregación irlandesa e italiana por muchos años. La novena madre fue una gran devoción en la parroquia durante la primera mitad del siglo XX, atrayendo a los fieles de todo el país y llegando a muchos más oyentes por radio. La iglesia también alberga el Santuario Nacional de San Peregrino, el patrón de los que sufren de cáncer. En las décadas de 1960 y 1970 la parroquia se convirtió en un lugar muy frecuentado por la comunidad católica afroamericana.